# The Pennant Puzzle
The Pennant Puzzle è un cortometraggio muto del 1912 diretto da Chauncy D. Herbert.

## Produzione
Il film fu prodotto dalla Selig Polyscope Company.

## Distribuzione
Distribuito dalla General Film Company, il film - un cortometraggio di una bobina - uscì nelle sale cinematografiche statunitensi il 15 luglio 1912.